# 1955 à la télévision
 (mai 2025).
Si vous disposez d'ouvrages ou d'articles de référence ou si vous connaissez des sites web de qualité traitant du thème abordé ici, merci de compléter l'article en donnant les références utiles à sa vérifiabilité et en les liant à la section « Notes et références ».
| Années de la télévision : 1952 - 1953 - 1954 - 1955 - 1956 - 1957 - 1958    |
| Décennies de la télévision : 1920 - 1930 - 1940 - 1950 - 1960 - 1970 - 1980 |

Cet article présente les faits marquants de l'année 1955 à la télévision.

## Évènements
- 23 janvier : Inauguration de Télé Luxembourg

## Émissions

### France
- 16 octobre : Première de l'émission La Boîte à sel sur RTF Télévision.

### Luxembourg
- Septembre: Naissance de l'émission confessionnelle :"Présence Protestante"
- 15 septembre : Lancement du Journal de Télé-Luxembourg.
- 18 septembre : l'émission de la CBS Toast of the Town devient le Ed Sullivan Show.
- Création de l'émission pour la jeunesse L'École Buissonnière sur Télé Luxembourg.

## Séries télévisées

### États-Unis
- 10 septembre : diffusion du premier épisode de Gunsmoke sur CBS
- 28 septembre : diffusion du premier épisode d'Aigle noir sur CBS
- 30 septembre : diffusion du premier épisode de Mon amie Flicka sur CBS
- 2 octobre : diffusion du premier épisode d'Alfred Hitchcock présente sur CBS
- 5 octobre : diffusion du premier épisode du Choix de... sur NBC
- 7 octobre : diffusion du premier épisode de Crusader sur CBS

### Royaume-Uni
- 26 septembre : diffusion du premier épisode de Robin des Bois sur ITV

## Principales naissances
- 6 janvier : Rowan Atkinson, humoriste et acteur anglais.
- 9 janvier : J. K. Simmons, acteur américain.
- 2 février : Kim Zimmer, actrice américaine.
- 7 février : Miguel Ferrer, acteur américain († 19 janvier 2017).
- 21 février : Kelsey Grammer, acteur, réalisateur, doubleur, producteur, scénariste et comédien américain.
- 4 mars : Dominique Pinon, acteur français.
- 17 mars : Gary Sinise, comédien américain.
- 19 mars : Bruce Willis, acteur américain.
- 6 avril : Michael Rooker, acteur américain.
- 30 avril : Nicolas Hulot, politicien (et homme de télévision) français.
- 7 mai : Sylvain Augier, animateur de radio et de télévision français († 16 mars 2024).
- 16 mai : Debra Winger, actrice et productrice américaine.
- 8 juin : Valérie Mairesse, actrice française.
- 26 juin : Rachid Arhab, journaliste franco-algérien.
- 27 juin :
  - Isabelle Adjani, actrice française.
  - Muriel Montossey, actrice et auteure française.
- 29 juin : Alain Labelle, annonceur radio-télé (Québec).
- 29 juillet : Jean-Hugues Anglade, acteur français.
- 3 août : Florence Klein, journaliste et présentatrice de télévision française.
- 21 septembre : François Cluzet, acteur français.
- 10 octobre : Hippolyte Girardot, acteur français.
- 12 octobre : 
  - Brigitte Lahaie, actrice et animatrice française.
  - Russell Calabrese, réalisateur et acteur américain
- 16 octobre : Ellen Dolan, actrice américaine de théâtre, de cinéma et de télévision.
- 19 octobre : Sabine Haudepin, actrice française.
- 20 octobre : Marc Toesca, animateur de radio et de télévision français.
- 24 décembre : Clarence Gilyard, acteur américain († 28 novembre 2022).